# Bucculatrix benenotata
Bucculatrix benenotata är en fjärilsart som beskrevs av Braun 1963. Bucculatrix benenotata ingår i släktet Bucculatrix och familjen kronmalar. Inga underarter finns listade i Catalogue of Life.